# Dierk Herzer
Dierk Herzer (* 1972 oder 1973) ist ein deutscher Ökonom und Hochschullehrer.

## Leben
Von September 1997 bis Mai 2000 war Dierk Herzer Forschungsassistent (studentische Hilfskraft) am Iberoamerikanischen Institut für Wirtschaftsforschung der Universität Göttingen. Von September 2004 bis November 2004 war er Visiting Fellow am Deutschen Institut für Wirtschaftsforschung. Von Oktober 2005 bis Dezember 2005 war er Forschungsassistent am Lehrstuhl für Wirtschaftliche Entwicklung und Integration an der Goethe-Universität Frankfurt am Main. Von Januar 2006 bis August 2010 lehrte er als Assistenzprofessor am Lehrstuhl für Wirtschaftliche Entwicklung und Integrationan in Frankfurt am Main, beurlaubt von August 2008 bis Februar 2009 und von April 2009 bis August 2010. Von August 2008 bis Februar 2009 vertrat er die Professur für Makroökonomie und Entwicklung an der Goethe-Universität, und von April 2009 bis August 2010 hatte er die Vertretung der Professur für Volkswirtschaftslehre, insbesondere Wirtschaftliche Entwicklung und Integration, an der Goethe-Universität inne. Von September 2010 bis Juli 2011 lehrte er als Professor für Volkswirtschaftslehre, insbesondere Internationale und Regionale Wirtschaft, an der Universität Wuppertal. Seit August 2011 ist er Professor für Volkswirtschaftslehre, insbesondere Wirtschaftswachstum und Konjunktur, an der Helmut-Schmidt-Universität in Hamburg. Seit August 2024 ist Dierk Herzer Co-Editor der internationalen Fachzeitschriften Applied Economics und Applied Economics Letters.

## Schriften (Auswahl)
- D. Herzer: A note on the effect of religiosity on fertility. In: Demography. Vol. 56, Nr. 3, 2019, S. 991–998.
- D. Herzer: Cross-country heterogeneity and the trade-income relationship. In: World Development. Vol. 44, Nr. 4, 2013, S. 194–211.
- D. Herzer, H. Strulik, S. Vollmer: The long-run determinants of fertility: one century of demographic change 1900–1999. In: Journal of Economic Growth. Vol. 17, Nr. 4, 2012.
- D. Herzer: The long-run relationship between outward FDI and domestic output: evidence from panel data. In: Economics Letters. Vol. 100, Nr. 1, 2008, S. 147–149.

## Belege
1. ↑  https://archivierte-website.uni-wuppertal.de/?www.presse-archiv.uni-wuppertal.de/2010/0929_herzer.html

| Personendaten    | Personendaten    |
| ---------------- | ---------------- |
| NAME             | Herzer, Dierk    |
| KURZBESCHREIBUNG | deutscher Ökonom |
| GEBURTSDATUM     | 1972 oder 1973   |